# نسبة الخصر إلى الورك

تؤخذ قياسات نسبة الخصر إلى الورك عند الشخص النحيف (على اليسار) عند أضيق نقطة، بينما تؤخذ عن الشخص السمين (على اليمين) عند نقطة ترتفع بمسافة بوصة واحدة عن تقوس الخصر. أما الورك فيقاس عند أعرض نقطة على اليسار، وعند أبعد نقطة على اليمين.

نسبة الخصر إلى الورك هي نسبة بين قياس محيط الخصر إلى الورك في جسم الإنسان.

## مقياس للصحة
تؤخذ نسبة الخصر إلى الورك كمقياس للحالة الصحية، حيث يشير الباحثون بأن الأشخاص ذوي شكل التفاحة (محيط الخصر زائد عن محيط الورك) يتعرضون لمخاطر صحية أكبر من أولئك ذوي الأجسام بشكل الأجاصة (محيط أقل عند الخصر وأكثر عند الورك). هذا متعلق بالسمنة ويعتبر مقياس ثان لمعرفة سمنة الأشخاص.
|            | نساء       | رجال       |
| ---------- | ---------- | ---------- |
| وزن عادي   | <0,8       | <0,9       |
| سمنة       | <0,8–0,84  | <0,9–0,99  |
| سمنة زائدة | 0,0–> 0,84 | 0,0–> 0,99 |

تعطي نسبة اقل من 0.8 عند النساء و أقل من 0.9 عند الرجال للخصر إلى الحوض مؤشرا على حالة صحية جيدة ومستوى جيد من الخصوبة.
زيادة الدهن في منطقة البطن (الكرش) لها تأثيرات غير صحية حيث تفرز تلك الدهون موادا تؤثر سلبا على الشرايين ، أي أن شرايين القلب تتأثر مما يزيد احتمال صدمة قلبية أو صدمة دماغية ، وفي نفس الوقت تخفض من كفاءة عمل الكليتين ، علاوة على خطر التعرض لمرض السكر.

## مقياس للجاذبية
جرت العديد من الأبحاث تربط نسبة الخصر إلى الورك بمستوى الجاذبية الجنسية لدى الأفراد خاصة عند الإناث، حيث أن الإناث ذوات نسبة 0.7 للخصر إلى الورك يعتبر لهن جاذبية أعلى بالنسبة للرجال في الثقافات الأوروبية والشرق الأدنى، بينما تنخفض النسبة إلى 0.6 في الصين، وترتفع إلى 0.8 - 0.9 في أمريكا الجنوبية وأفريقيا.

## اقرأ أيضا
- انجذاب جنسي
- كرش
- مؤشر كتلة الجسم
- توزيع الدهون النسائية
- TOFI

## وصلات خارجية
- أسباب ظهور الكرش وكيفية التخلص منه
- وصفات لنسف الكرش نهائيا
- التخلص من الكرش في اسبوع واحد
- تمارين تخسيس البطن والقضاء على الكرش
- رجيم لحرق دهون البطن